# Montevideo agoniza
Montevideo agoniza es el primer disco de la banda uruguaya de rock Traidores. Fue lanzado en 1986 en formato LP por  el sello Orfeo y reeditado en 2007 como CD por Bizarro Records. Es generalmente citado como uno de los discos más importantes de la historia del rock uruguayo, así como de los más  representativos de su época (salida de la dictadura).

## Contexto histórico
Finalizando la dictadura en Uruguay, muchos jóvenes, ante la aparente apertura que se visibilizaba, comenzaron a formar bandas de rock (algo que prácticamente había desaparecido mientras los militares gobernaron el país). Las influencias principales de esa nueva movida estaban dadas por el punk rock. Si bien puede pensarse que era un momento para festejar, la mayoría de los jóvenes que formaron parte de este movimiento utilizaron la música como una manera de mostrar su rechazo hacia la represión que se mantenía.
El lanzamiento a fines de 1985 del disco Graffiti (con canciones de diversos grupos de rock) marca con su éxito que esta nueva movida tenía más público del que parecía. En este disco aparecen dos temas de Traidores: La lluvia cae sobre Montevideo y Juegos de poder.
Traidores se había formado en 1983. Era el grupo local con más influencia del punk inglés, particularmente de The Clash, mezclado con un aire a The Smiths. Fue una de las varias bandas que publicó su primer disco en 1986 (luego de que "explotó" comercialmente el género) por  el sello Orfeo, bajo la producción de Alfonso Carbone.

## Género
Musicalmente, mezcla los estilos del punk rock (con su urgencia clásica, sólo una de sus canciones sobrepasa los tres minutos) y la new wave. Se destacan los cambios de planos entre el bajo y la guitarra.
Las letras están netamente influenciadas por la idea del "no future" del punk inglés, reflejando un estado de ánimo pesimista y de frustración, siendo esto muy claro en el tema más conocido de la banda: La lluvia cae sobre Montevideo, con un aire muy desesperanzador. También se destacan varias letras con aires de tristeza y soledad, como en el caso del clásico Flores en mi tumba.
En muchos casos las letras eran cantadas con fuerza, en ocasiones en forma discursiva, privilegiando la transmisión del mensaje a la parte melódica de la canción.

## Canciones descartadas
Para el álbum se produjeron 18 canciones. Algunas de las canciones que habían sido pensadas para el disco no pudieron ser incluidas en el mismo, por una velada prohibición que no ha terminado de quedar clara. Algunas versiones hablaron de una censura proveniente del gobierno, otras de una auto-protección del sello.
Las canciones que no vieron la luz en primera instancia por ese motivo fueron incluidas en la reedición en CD que se hizo en 2007, incluyendo el tema que da nombre al disco (nombrado por muchos como "El himno", ya que los primeros acordes y la primera estrofa están claramente motivados por el himno nacional de Uruguay).

## Reediciones y festejos
El disco (originalmente lanzado como vinilo por  el sello Orfeo) fue reeditado por Bizarro Records, dentro del acuerdo de la discográfica con EMI (dueña del catálogo de Orfeo). Esta reedición logró un disco de oro.
Festejando los 25 años del disco, Traidores volvió a tocar, realizando shows en La Trastienda y Sala Zitarrosa. En estos espectáculos se grabó el DVD Montevideo agoniza - 25 años, editado por Bizarro Records.

## Lista de canciones
Todas las canciones escritas y compuestas por Traidores. 
| Cara A |                                  |          |  |
| N.º    | Título                           | Duración |  |
| 1.     | «Solo fotografías»               | 2:08     |  |
| 2.     | «Salteándome un lugar»           | 1:45     |  |
| 3.     | «Mentiras»                       | 2:11     |  |
| 4.     | «No estoy loco»                  | 2:22     |  |
| 5.     | «La lluvia cae sobre Montevideo» | 2:55     |  |
| 6.     | «Bailando en la oscuridad»       | 1:55     |  |

| Cara B |                               |          |  |
| N.º    | Título                        | Duración |  |
| 7.     | «Flores en mi tumba»          | 4:05     |  |
| 8.     | «La muerte elegante»          | 2:09     |  |
| 9.     | «Viviana es una reaccionaria» | 2:52     |  |
| 10.    | «El futuro de tus hijos»      | 2:40     |  |
| 11.    | «Juegos de poder»             | 1:57     |  |
| 12.    | «Estoy vacío»                 | 1:56     |  |

| Temas extra (aparecen en la reedición en CD) |                           |          |  |
| N.º                                          | Título                    | Duración |  |
| 13.                                          | «Viviendo en Uruguay»     | 2:23     |  |
| 14.                                          | «Montevideo agoniza»      | 2:15     |  |
| 15.                                          | «Buenos días Presidente»  | 2:02     |  |
| 16.                                          | «Barrio rico»             | 2:28     |  |
| 17.                                          | «Las noticias nacionales» | 2:03     |  |

## Ficha técnica[14]
Traidores
- Juan Casanova — voz principal
- Víctor Nattero — guitarra y voz
- Pablo Dana — bajo
- Alejandro Bourdillon — batería

Grabación: Estudios IFU (Montevideo) entre mayo y julio de 1986
Técnico de grabación y mezclas: Daniel Blanco
Realización artística: Los Traidores y Romancho Berro para el sello ORFEO
Fotografías: Alfonso de Béjar
Diseño original: Mariana Carranza
Diagramación y armado original: Cristina Etchegaray